# Liste der Bodendenkmäler in Burgbernheim
Auf dieser Seite sind die Bodendenkmäler in der mittelfränkischen Stadt Burgbernheim zusammengestellt. Diese Tabelle ist eine Teilliste der Liste der Bodendenkmäler in Bayern. Grundlage ist die Bayerische Denkmalliste, die auf Basis des Bayerischen Denkmalschutzgesetzes vom 1. Oktober 1973 erstmals erstellt wurde und seither durch das Bayerische Landesamt für Denkmalpflege geführt wird. Die folgenden Angaben ersetzen nicht die rechtsverbindliche Auskunft der Denkmalschutzbehörde.

## Bodendenkmäler in Burgbernheim
| Lage       | Objekt | Akten-Nr.     | Bild |
| ---------- | --- | ------------- | ---- |
| (Standort) | Mittelalterliche und frühneuzeitliche Befunde im Bereich der evangelisch-lutherischen Pfarrkirche St. Nikolaus und des befestigten Friedhofs in Pfaffenhofen. | D-5-6427-0219 |      |
| (Standort) | Höhensiedlung vorgeschichtlicher Zeitstellung sowie Befestigung vorgeschichtlicher Zeitstellung. | D-5-6527-0001 |      |
| (Standort) | Abschnittsbefestigung vor- und frühgeschichtlicher Zeitstellung, Freilandstation des Mesolithikums und Siedlung des Neolithikums, der Hallstatt- und Spätlatènezeit und des Mittelalters. | D-5-6527-0002 |      |
| (Standort) | Abschnittsbefestigung vor- und frühgeschichtlicher Zeitstellung. | D-5-6527-0003 |      |
| (Standort) | Freilandstation des Mesolithikums und Siedlung des Neolithikums. | D-5-6527-0006 |      |
| (Standort) | Siedlung des Neolithikums. | D-5-6527-0008 |      |
| (Standort) | Siedlung des Neolithikums, der Urnenfelderzeit und des frühen Mittelalters. | D-5-6527-0010 |      |
| (Standort) | Siedlung der Bandkeramik und der Hallstattzeit. | D-5-6527-0015 |      |
| (Standort) | Siedlung des Neolithikums, v. a. des Mittel- und Jungneolithikums sowie der Urnenfelderkultur. | D-5-6527-0019 |      |
| (Standort) | Siedlung der Urnenfelderzeit. | D-5-6527-0023 |      |
| (Standort) | Siedlung der Hallstattzeit. | D-5-6527-0066 |      |
| (Standort) | Mittelalterliche Befunde im Bereich der ehemaligen Kunigundenkapelle bei Burgbernheim. | D-5-6527-0266 |      |
| (Standort) | Siedlung des Neolithikums, v. a. des Alt- und Mittelneolithikums sowie der Urnenfelderzeit. | D-5-6527-0272 |      |
| (Standort) | Dolinenfeld mit vorgeschichtlichem Fundmaterial, Siedlung des Neolithikums und Bestattungsplatz der Michelsberger Kultur, außerdem Siedlung der frühen Bronzezeit und der Urnenfelderzeit sowie Siedlung und Kultplatz der Hallstattzeit, ferner Siedlung der späten Latènezeit, Handwerksplatz der frühen Neuzeit. | D-5-6527-0278 |      |
| (Standort) | Mittelalterliche und frühneuzeitliche Befunde im Bereich der evangelisch-lutherischen Pfarrkirche St. Blasius, ihres Vorgängerbaus sowie des befestigten Kirchhofs mit Körpergräbern in Buchheim. | D-5-6527-0282 |      |
| (Standort) | Mittelalterliche und frühneuzeitliche Befunde im Bereich der ehemaligen St.-Martins-Kirche und des befestigten Friedhofs bei Buchheim. | D-5-6527-0306 |      |
| (Standort) | Mittelalterliche und frühneuzeitliche Befunde im Bereich der evangelisch-lutherischen Stadtpfarrkirche St. Johannes der Täufer und des befestigten Friedhofs in Burgbernheim. | D-5-6527-0316 |      |
| (Standort) | Siedlung des Neolithikums. | D-5-6527-0318 |      |
| (Standort) | Siedlung der Metallzeiten. | D-5-6527-0328 |      |
| (Standort) | Siedlung vorgeschichtlicher Zeitstellung, darunter der Urnenfelder- und der Hallstattzeit. | D-5-6527-0329 |      |
| (Standort) | Abschnittsbefestigung vor- und frühgeschichtlicher Zeitstellung. | D-5-6528-0030 |      |
| (Standort) | Körpergräber vor- und frühgeschichtlicher Zeitstellung. | D-5-6528-0032 |      |
| (Standort) | Siedlung der späten Latènezeit und der frühen und späten römischen Kaiserzeit. | D-5-6528-0033 |      |
| (Standort) | Siedlung der jüngeren und späten römischen Kaiserzeit und des hohen Mittelalters. | D-5-6528-0164 |      |
| (Standort) | Bestattungsplatz des Endneolithikums. | D-5-6528-0220 |      |
| (Standort) | Mittelalterliche und frühneuzeitliche Befunde im Bereich der evangelisch-lutherischen Pfarrkirche St. Laurentius und des befestigten Friedhofs in Schwebheim. | D-5-6528-0222 |      |
| (Standort) | Siedlung der Frühbronzezeit. | D-5-6528-0224 |      |